# Eckart Pankoke
Eckart Pankoke (* 24. Juni 1939 in Recklinghausen; † 14. Juli 2007 in Moers) war ein deutscher Soziologe und Sozialpädagoge. Lehr- und Forschungsschwerpunkt Pankokes war die Industrie- und Organisationssoziologie.

## Leben
Pankoke studierte an den Universitäten Heidelberg, Hamburg und Münster Geschichte, Germanistik und Soziologie. Nach seiner Promotion über das Thema Sociale Bewegung, sociale Frage, sociale Politik. Grundfragen der deutschen Socialwissenschaft im 19. Jahrhundert im Jahr 1968 sowie der Habilitation 1970 an der Ruhr-Universität Bochum folgte er 1971 einem Ruf an die Universität-Gesamthochschule Essen. Bis zu seiner Emeritierung im Jahr 2004 war Pankoke Professor der später durch Fusion in der Universität Duisburg-Essen aufgegangenen Hochschule.

## Ehrungen
1967 wurde er mit dem Wolf-Erich-Kellner-Preis ausgezeichnet.

## Veröffentlichungen
- Sociale Bewegung, sociale Frage, sociale Politik. Grundfragen der deutschen Socialwissenschaft im 19. Jahrhundert. Klett, Stuttgart 1970.
- Die industrielle Arbeitswelt in der Rationalisierungs- und Automatisierungsphase. Klett, Stuttgart 1970.
- (gemeinsam mit Hans Nokielski, Theodor Beine): Neue Formen gesellschaftlicher Selbststeuerung in der Bundesrepublik Deutschland. Diskussion an Beispielen aus den Bereichen Bildung, Soziale Sicherung und Kommunale Selbstverwaltung. Schwartz, Göttingen 1975.
- (gemeinsam mit Hans Nokielski): Verwaltungssoziologie. Einführung in Probleme öffentlicher Verwaltung. Kohlhammer, Stuttgart, Berlin, Köln, Mainz 1977.